# کنسولگری انگلیس (منظریه)
کنسولگری انگلیس (منظریه) مربوط به دوره قاجار است و در شهرستان بیرجند، بخش مرکزی، روستای منظریه واقع شده و این اثر در تاریخ ۲۵ اسفند ۱۳۷۹ با شمارهٔ ثبت ۳۳۳۹ به‌عنوان یکی از آثار ملی ایران به ثبت رسیده است.

## موقعیت جغرافیایي بنای کنسولگری انگلیس
این بنا در مزرعه منظریه (کالته کنسول) در کوهپایه های رشته کوه باقران در جنوب غربی شهر بیرجند واقع است. مزرعه منظریه دارای آب و هوای معتدل و خشک کوهپایهای است و در طول جغرافیایی ۹۵ درجه و ۳۳ دقیقه و عرض جغرافیایی ۱۱ درجه و ۹۵ دقیقه قرار دارد ارتفاع آن از سطح دریا ۳۵۹۵ متر است. محل ساختمان کنسولگری انگلیس در بیرجند توسط آقای محمد رضا سروش کارشناس میراث فرهنگی بیرجند در سال ۱۳۷۸ با استفاده از نقشه جغرافیایی ارتش و مطالعه پرونده ثبتی مزرعه کشف گردید.

## تاریخچه
مزرعه منظریه که عمارت کنسولگری در قسمتی از زمین آن ساخته شده در سال ۱۳۱۷ توسط محمد ابراهیم خان شوکت الملک حاکم وقت قهستان به کلنل پریدوکس کنسول کنسولگری انگلیس در بیرجند واگذار شد و در سال ۱۳۱۸ است اسناد مالکیت به نام دولت انگلستان صادر شد. در ۵ ژوئیه ۱۹۴۸ دولت انگلستان ملک را به میر علم خان خزیمه فروخته و پس از آن نیز چندین بار خرید و فروش شده و در حال حاضر متعلق به آقایان جعفری و غالمی است. این بنا در سال ۱۳۷۸ ثبت میراث فرهنگی بیرجند شده و یکی از معدود بناهایی است که با نقشه انگلیسی ساخته شده و تقریباً سالم باقی مانده و قابل استفاده است. انگلستان دارای امالک متعدد دیگری نیز در بیرجند بوده است، منجمله عمارت امیر آباد شیبانی و بجد، واقع در مشرق شهر بیرجند از آن جمله است. بنای عمارت منظریه عالوه بر محل کنسولگری محل اقامت شخص کنسول نیز بوده است.

## معماری بنا
این بنا دارای: 
*قسمتهای عمارت نشیمن کنسول
* عمارت اجزای دفتری
* گاراژ 
*منازل مستخدمین
*اصطبل 
*صحن حیاط دارای حوض 
*زمین تنیس میباشد 
اکثر این قسمتها هماکنون نیز سالم و قابل استفاده هستند. 